# Альбер Коен
Альбер Коен (фр. Albert Cohen; 16 серпня 1895 на острові Корфу — 17 жовтня 1981, Женева) — швейцарський і французький письменник.

## Біографія
Народився 16 серпня 1895 на Корфу в єврейській родині, що походила з Франції, тож, не зважаючи на те, що Альбер Коен жив у Греції, його «домашньою» мовою з дитинства була французька. Мати Альбера коена –Луїза Ферро, походила з Франції. Батько — Марк Коен, був промисловцем.
У 1900 році родина переїхала до Марселя, де й виріс Альбер. З дитинства він товаришував з майбутнім письменником Марселем Паньолем. У 1915—1919 роках студіював право у Женеві. 1919 року одержав швейцарське громадянство. З 1926 до 1932 року працював у дипломатичному відділі International Labour Organization в Женеві, а з 1939 року, як радник Міжурядової ради в справах біженців. Після недовгого перебування в Парижі Альбер Коен з 1940 до 1946 року як представник Єврейського агентства для Палестини («Jewish Agency for Palestine») в Лондоні. З 1947 до 1954 року працював директором «Служби юридичного й дипломатичного захисту біженців» при ООН у Женеві. Потім перейшов виключно на творчу роботу.

## Творчість
Твори Коена мають виразно автобіографічний характер, насамперед його автобіографічна трилогія: «Книга моєї матері» (1954), "О, ви, людські брати (1954) та «Нотатники 1978» та драма «Езекііль», постановка якої відбулася в Комеді Франсез в 1933 році. Окрім того Коен написав героїко-комічну тетралогію «Солал», яку багато дослідників розглядають, як його найважливіший твір. У Солалі сатиричними засобами Коен змальовує суспільство в стані деградації. Іронічні мотиви, міфотворення пристрасті поєднуються з ліричним возвеличенням жінки. У всіх творах Коена важливе місце займає єврейська тематика.

## Пошанування
- 1968 року Коен одержав Велику премію Французької академії за роман Красуня господаря («La Belle du Seigneur»).

## Вибрані твори
- Солал (роман-тетралогія)

1. Солал («Solal»).
2. Манжклу («Mangeclous»).
3. Красуня господаря («La Belle du Seigneur»).
4. Мужні («Les valeureux»).

- Книга моєї матері («Le livre de ma mère»).